# Cofradía de la Sagrada Cena (Cáceres)
La Cofradía Sacramental - Eucarística de la Sagrada Cena y Nuestra Señora del Sagrario es una cofradía católica de la Semana Santa de Cáceres, en España. Su sede canónica es la iglesia parroquial de Santiago el Mayor o de los Caballeros, en el barrio de Santiago de los Extramuros de Cáceres.
Fue fundada en 1996 para descargar de trabajo a la histórica cofradía del Nazareno, cuando varios feligreses de su parroquia advirtieron que en la Semana Santa cacereña se esquivaba uno de los principales momentos de la Pasión de Cristo, la Última Cena. A tal fin, se encargaron varias tallas a Antonio Dubé de Luque, uno de los principales imagineros españoles del siglo XX, conocido principalmente por haber tallado la Virgen de Lágrimas y Favores de Málaga. La cofradía de la Sagrada Cena procesiona el Jueves Santo con tres tallas.

## Historia de la hermandad
El 20 de diciembre de 1993 se constituye la Comisión Pro Paso Sagrada Cena con la ayuda de Antonio Rubio Rojas, Serafin Martín Nieto, Juan Antonio Fajardo Fernández y Mariano Bemáldez Gómez-Caro con el fin de dotar a Cáceres del grupo escultórico de la última cena del Señor.
El 7 de marzo de 1994 se procede al contrato de la imagen titular el Señor de la Eucaristía con el imaginero sevillano Antonio Joaquín Dubé de Luque, al mismo tiempo que se suscribe el compromiso a la realización del resto de imágenes.
El 10 de marzo de 1995, Monseñor Benavente Mateos, Obispo de Coria-Cáceres bendice la sagrada imagen del Señor de la Eucaristía en la Iglesia de Santiago, siendo un gran acontecimiento pues desde  la bendición de la Dolorosa de la Cruz en 1953 no se bendecía una imagen en la ciudad.
Durante los primeros años realiza estación de penitencia en la tarde-noche del Domingo de Ramos acompañando a la Cofradía de Nuestro Padre Jesús Nazareno, hermana de la cofradía y perteneciente también a la Parroquia de Santiago.
Dada la importancia, significado y simbolismo que iba a representar la cofradía, el obispo erige canónicamente a la Cofradía Sacramental-Eucarística de la Sagrada Cena el 23 de mayo de 1996, el 27 de mayo se forma la primera junta de gobierno en una reunión con cerca de 332 personas.
A partir de este momento la cofradía fijaría su estación de penitencia en la mañana del Jueves Santo y se realizan los primeros cultos al Señor de la Eucaristía, siendo el jueves, 15 de junio de 1995 la primera salida procesional de la imagen del Señor de la Eucaristía en el jueves del Corpus, con el fin de rememorar ese día tan especial que en su día fue festivo, procesionaría ese día en futuros años hasta 2022 donde se decide cambiar al sábado, vísperas del Corpus Christi.

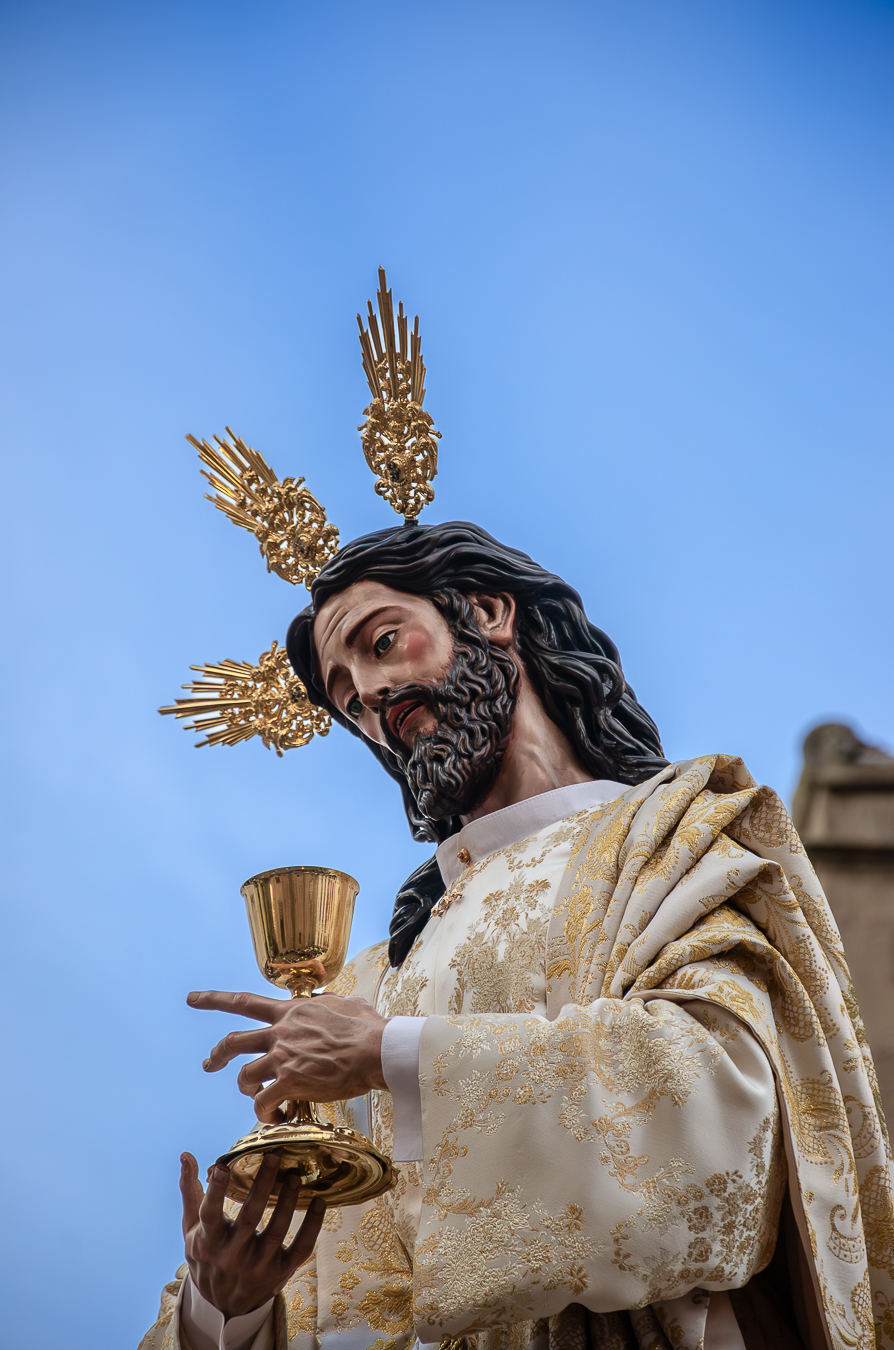
Señor de la Eucaristía, obra de Antonio J. Dubé de Luque

El Jueves Santo, 27 de marzo de 1997, la cofradía realiza su primera salida procesional con el Señor de la Eucaristía, San Judas Tadeo, San Juan Evangelista, Santiago el Mayor (bendecida el 27 de diciembre de 1996) y San Pedro (el 22 de marzo de 1997).
El 3 de octubre de 1998 la cofradía bendice a su cotitular Nuestra Señora del Sagrario, imponiéndole la corona de plata sobredorada, obra de Manuel de los Ríos, con la que procesiona, siendo en esa misma ocasión cuando se nombra Hermano de Honor al imaginero Antonio Joaquín Dubé de Luque que hasta ese momento había realizado todas las imágenes. 
La cofradía siguió trabajando arduamente para traer al resto del apostolado con una multitud de eventos, actos, excursiones, loterías, papeletas, pudiendo traer paulatinamente las imágenes de: San Bartolomé y San Felipe (el 4 de abril de 1998), San Mateo (el 27 de marzo de 1999), San Andrés (el 25 de marzo de 2000), Santiago el Menor (7 de abril de 2001) San Simón (el 23 de marzo de 2002), Santo Tomás (el 12 de abril de 2003) y Judas Iscariote (incorporada el 12 de marzo de 2005).

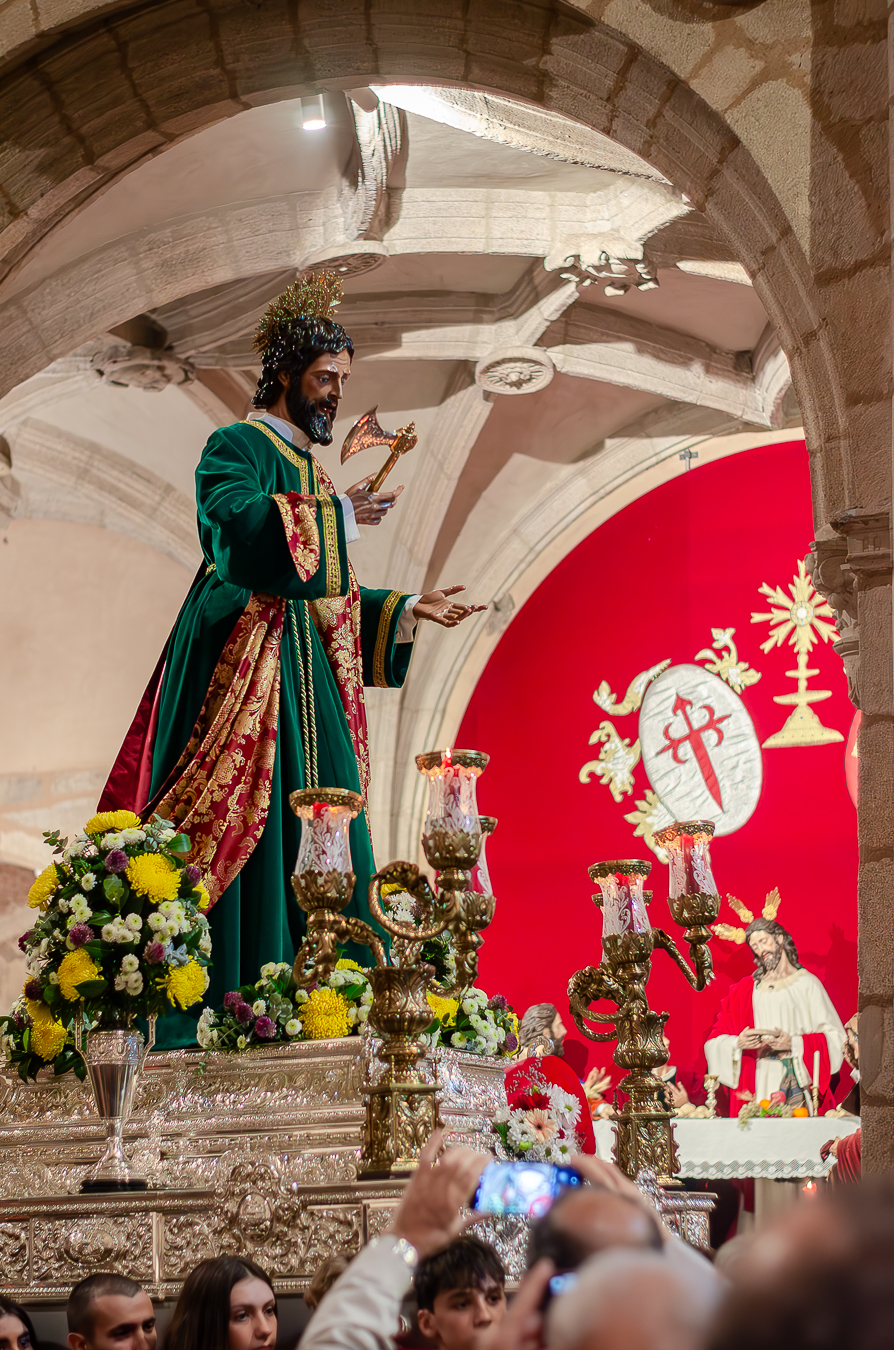
San Judas Tadeo en su procesión anual el 28 de octubre

En 2003 consiguen uno de los pasos más importantes, la Casa Hermandad, la cual es un museo permanente del patrimonio de la cofradía.
El sábado, 22 de octubre de 2005 la cofradía decide realizar una procesión extraordinaria con San Judas Tadeo  a las 17 horas con motivo del X Aniversario de la bendición de la Imagen, pero esta es frustrada por la lluvia intensa que cae, la cofradía sigue estudiando el como sacar a este santo con tanta devoción en la ciudad y vuelve a intentarlo por su XV Aniversario en 2011 donde finalmente consigue salir a la calle pudiéndose cargar al santo por primera vez tanto devotos como hermanos de carga de la propia hermandad con medalla. Este acto es masivo con una gran cantidad de fieles detrás del paso para cargar con él, se fija desde entonces como una fecha fija que cada 28 de octubre procesione San Judas Tadeo por los adelaños de la Iglesia.
En 2009 se completa el paso de la Sagrada Cena con la imagen del Cordero Pascual, una pequeña imagen bendecida el 14 de marzo, al ser un acto tan importante todo el misterio y Ntra. Sra. del Sagrario estuvieron en el altar mayor de la Parroquia de Santiago, dando una imagen única.
En 2013 añade a su cortejo procesional la imagen del Triunfo de la Eucaristía, paso alegórico relacionado con la victoria de la Eucaristía obra de Dubé Herdugo, hijo de Dubé de Luque y que procesionan los más jóvenes de la ciudad.
Al ser un misterio de 14 imágenes es uno de los más pesado de la Semana Santa de Cáceres llegando a pesar más de 2000 kg, siendo cargada por centenares de hermanos que cada Jueves Santo hacen ese esfuerzo en uno de los pasos más impresionantes de lo que salen en la ciudad.
En 2024 la imagen de Ntra. Sra. del Sagrario participa en la Magna Mariana de Dolorosas organizada por la Real Cofradía de la Virgen de la Montaña, Patrona de Cáceres, para tal momento la imagen luce el paso entero de plata, siendo este una parte importante de su proyecto de paso de palio.

## Imaginería de la cofradía

### Señor de la Eucaristía
Es una imagen tallada en madera de cedro de estilo neobarroco sevillano, al igual que las imágenes del paso de misterio, obra de Antonio J. Dubé de Luque.
Representa a Jesús con un rostro sereno y tranquilo cuyas manos sostiene el pan o el cáliz. La serenidad en su rostro choca con la tensión mostrada en el resto de apostolado. Se bendijo el 10 de marzo de 1995 y procesiona dos veces, una en Semana Santa el Jueves Santo y otra en las vísperas a la festividad del Corpus Christi.  

### Nuestra Señora del Sagrario

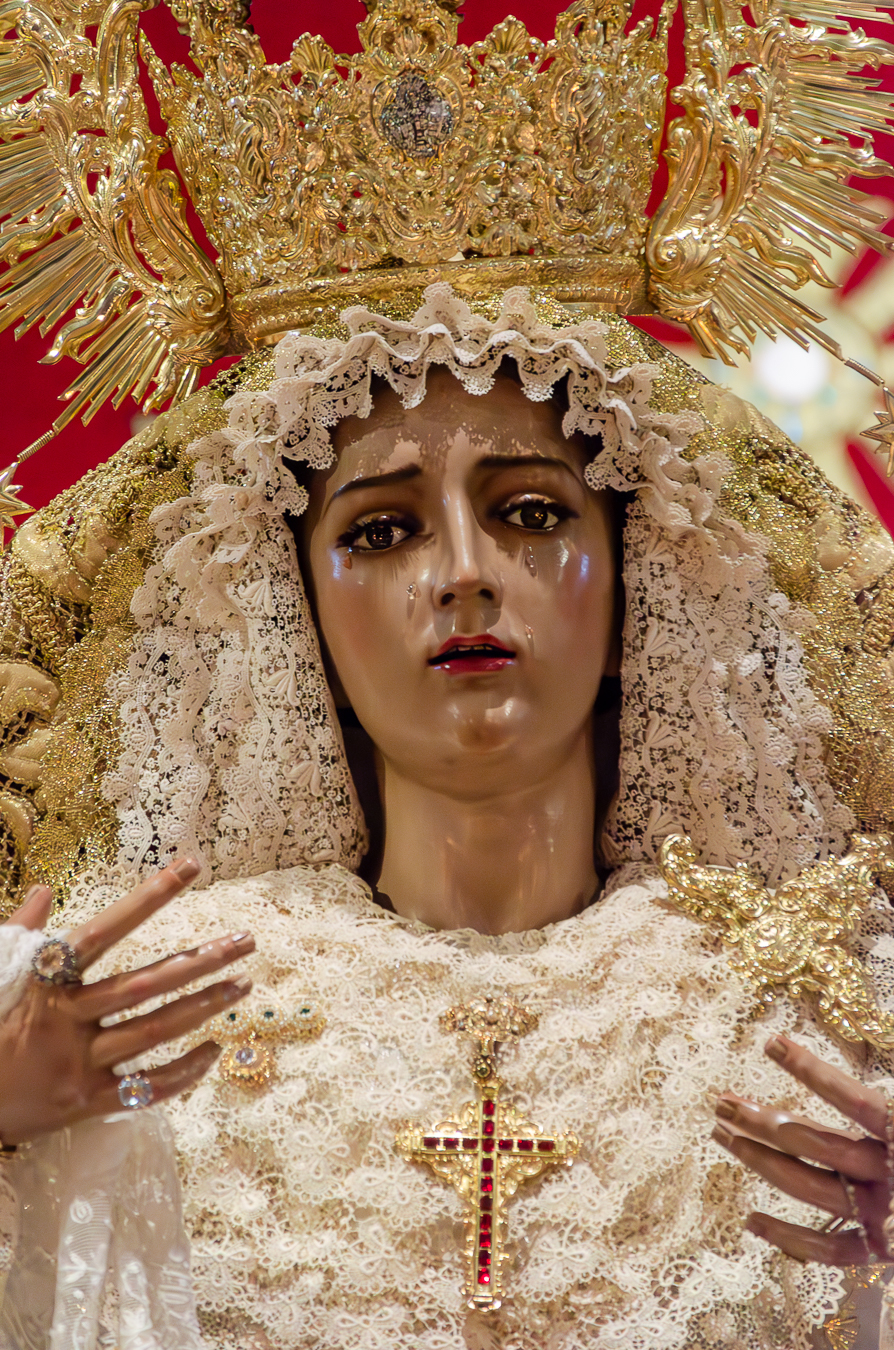
Primer plano de Nuestra Señora del Sagrario en la mañana del Jueves Santo

Es una imagen de candelero tallada en madera de cedro siguiendo el mismo estilo que el resto de imágenes de la Cofradía, obra de Antonio J. Dubé de Luque en el año 1998.
Su advocación, del Sagrario, está muy relacionada con la Eucaristía pues la Virgen María es el primer sagrario donde se guardó el bendito fruto de su vientre, Jesucristo.
La imagen procesiona sobre un trono plateado con candelería, jarras y guardabrisas de cola, siendo portada en su integridad por las mujeres de la Cofradía. Desde 2017 la cofradía está inmersa en el proyecto de paso de palio para la dolorosa, el palio de malla será obra de Bordados Salteras mientras que los respiraderos de plata son obra del taller de Orfebrería Andaluza Hnos. de los Ríos y fueron estrenados en su totalidad en la Magna Mariana con motivo del centenario de coronación canónica de la Virgen de la Montaña, Patrona de Cáceres. Los cuatro frontales presentan capillas con imágenes de bulto redondo, donde aparecen escenas alusivas a la vida de la Virgen, y cartelas con motivos marianos y los bustos de los doce apóstoles, todo con decoración manierista y renacentista. La crestería está inspirada en la de los Golfines de Abajo. También estrenó la primera tanda de candelería. 

### Triunfo de la Eucaristía

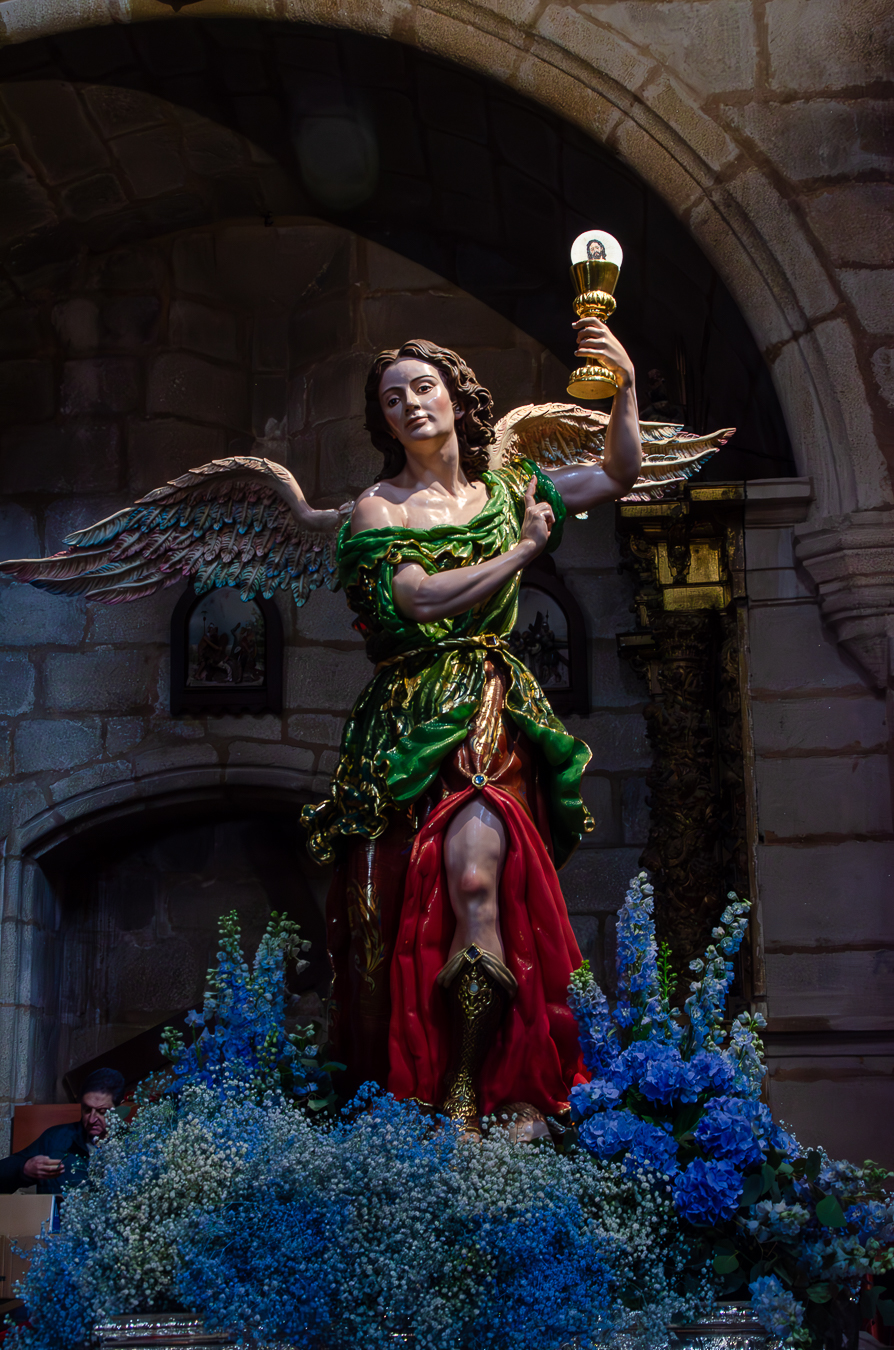
Paso del Triunfo de la Eucaristía

Obra de Dubé Herdugo de 2013, representa a un arcángel en actitud letífica, portando un cáliz con la Sagrada Forma con el rostro del Señor de la Eucaristía. La imagen tiene las alas desplegadas simulando el vuelo, sobre una nube en las que resaltan tres querubines, con una altura de 183 cm y tallada en madera de cedro real ahuecada por completo para aliviar su peso. 
Procesiona el Jueves Santo acompañando a los titulares y es portada por los cofrades más jóvenes de la cofradía sobre un paso de orfebrería de estilo barroco obra del taller Hermanos de los Ríos.

### Apostolado
Desde 1996 hasta 2005, la cofradía ha ido adquiriendo los 12 apóstoles que conformaron la última cena del Señor, el conjunto escultórico, al que se añadió en 2009 el Cordero Místico, es considerada la obra culmen del escultor, pintor, dibujante e imaginero Antonio Joaquín Dubé de Luque.
Todos los apóstoles tienen rasgos característicos, la mirada, la postura, los gestos, destacan entre todos los apóstoles San Judas Tadeo, imagen con una gran devoción en la ciudad, siendo su festividad el 28 de octubre, sale en procesión en andas de plata por las calles de Cáceres portado por numerosos fieles.

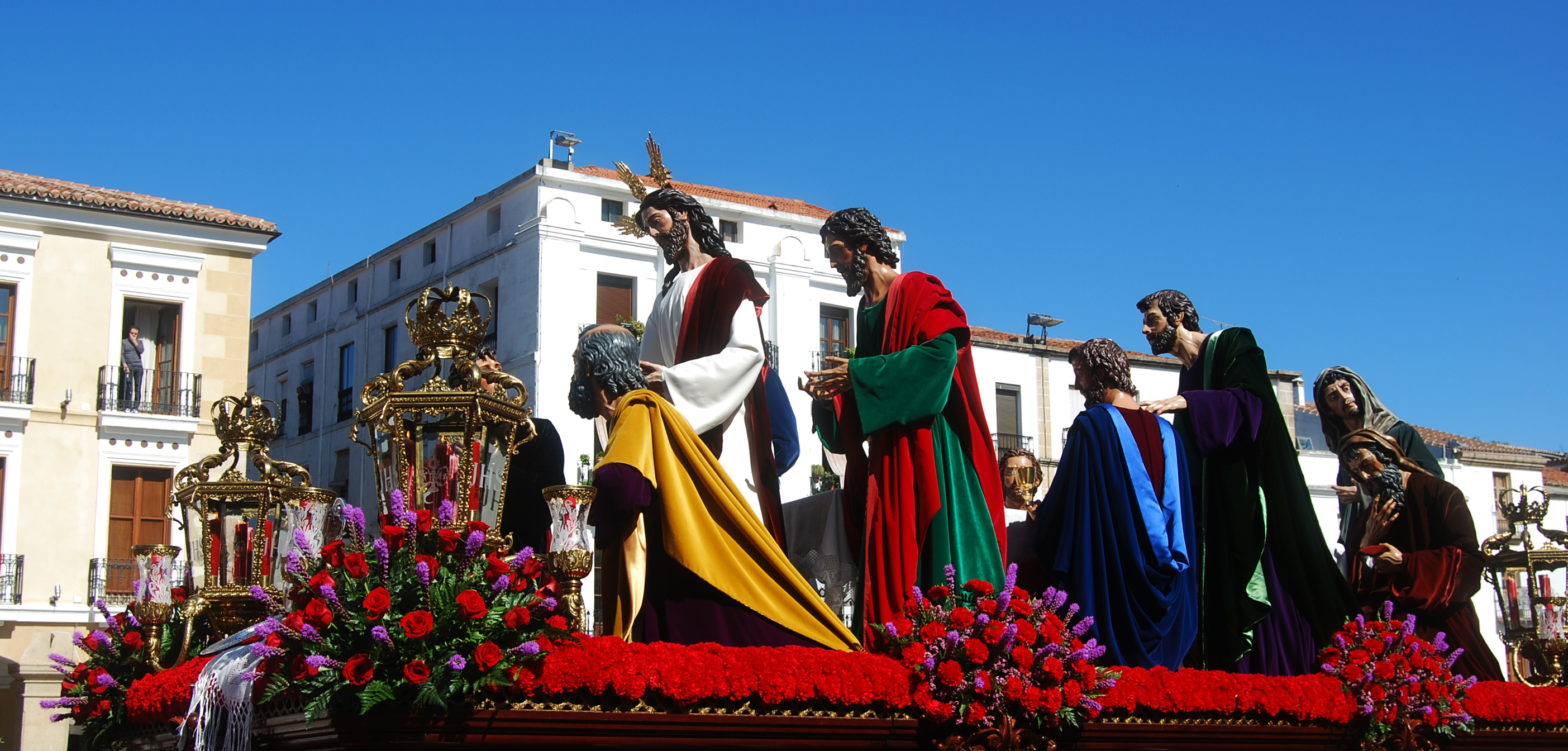
Sagrada Cena del Señor con sus Apóstoles

## Celebraciones y cultos
En cuanto a las celebraciones cultuales que organiza la Cofradía destacamos las siguientes:
- Cruz de Mayo. Realizada los primeros días del mes de mayo, la procesión parte tras una Misa Extremeña en la Parroquia de Santiago.
- Triduo en honor al Señor de la Eucaristía, celebrado 3 días antes de la celebración litúrgica del Corpus Christi.
- Procesión del Señor de la Eucaristía, celebrada en la Víspera del Corpus Christi.
- Novenario y Procesión de Ntra. Sra. del Carmen. En colaboración a la Parroquia de Santiago y a la Cofradía de Jesús Nazareno, las dos cofradías ayudan en la novena y procesión de Ntra. Sra. del Carmen.
- Sabatina a la Virgen de la Montaña
- Novena en honor a San Judas Tadeo, celebrado del 20 al 28 de octubre
- Procesión de San Judas Tadeo, celebrada en la tarde-noche del 28 de octubre.
- Triduo en honor a Ntra. Sra. del Sagrario, se celebra en la semana de la Solemnidad de la Inmaculada Concepción, siendo el 8 de diciembre su fiesta principal.[8]
- Fiesta en honor a San Juan Evangelista, se celebra el 27 de diciembre con una Eucaristía y posteriormente se realiza un certamen de villancicos y una gran convivencia entre cofrades por ser el Patrón de la juventud cofrade.
- Cultos mensual en honor de San Judas Tadeo. Se realiza todos los 28 del mes, consiste en el rezo del Santo Rosario, seguido de la oración al apóstol y Eucaristía en honor al Santo. Durante todo el día es expuesto en besapié.